# Part Of The Weekend Never Dies
Part Of The Weekend Never Dies is een documentaire die een concerttour van de Belgische band Soulwax in beeld brengt. Alternatieve titels zijn Radio Soulwax of Nite Versions Live.
Regisseur Saam Farahmand filmde Soulwax op een van hun concerttouren en bracht daarmee de chaos, gekte en humor in beeld die zo'n concerttour met zich mee brengt. De documentaire is in zijn geheel gefilmd met slechts één camera en bestaat uit 120 optredens die Soulwax gaf in Europa, Japan, de Verenigde Staten, Zuid-Amerika en Australië. 
Het resultaat waren twee films: een film met de optredens en een documentaire waar verschillende collega's hun mening geven over Soulwax. Aan het woord komen onder andere Justice, Busy P, So Me, Peaches, Klaxons, Erol Alkan, Tiga en nog vele anderen. Bij de dvd zit ook nog een cd van het optreden van Soulwax in de concertzaal Fabric in Londen.

## Dvd
- Part Of The Weekend Never Dies
- Part Of The Weekend Never REALLY Dies
- Commentaar (door Tiga)

### Dvd songcredits
| Title                                            | Notes |
| ------------------------------------------------ | --- |
| "Miserable Girl"                                 | |
| "E Talking"                                      | |
| "NY Lipps"                                       | Bevat een sample van "Funkytown" door Lipps Inc.                                                                                |
| "(We Are Your Friends) Never Be Alone"           | Nummer van Justice vs Simian |
| "Move My Body"                                   | Nummer van Tiga |
| "You Gonna Want Me" (Tocadisco Remix)            | Nummer van Tiga |
| "Phantom" (Soulwax Remix)                        | Soulwax remix van een nummer door Justice feat. een sample van "Tenebre" door Goblin                                            |
| "Krack"                                          | |
| "Another Excuse" (DFA remix)                     | |
| "Let There Be Light"                             | Nummer van Justice |
| "Frequency"                                      | Nummer van Altern-8 |
| "James Brown Is Dead"                            | Nummer van LA Style |
| "Computer Games" (Theme from Circus)             | Nummer van Yellow Magic Orchestra                                                                                               |
| "Robot Rock" (Soulwax remix)                     | Nummer van Daft Punk, bevat samples van "Release The Beast" door Breakwater en elementen van hetzelfde nummer door Kae Williams |
| "Yellow Brick"                                   | Nummer van Noisia |
| "Standing In The Way of Control" (Soulwax remix) | Nummer van The Gossip |
| "A Bit Patchy"                                   | Nummer van Switch, samples van het nummer "Apache" door Michael Viner.                                                          |
| "Klaxon"                                         | Nummer van Sébastien Léger |
| "Newman"                                         | Nummer van Vitalic |
| "Dance 2 Slow"                                   | |
| "Evil Woman"                                     | Nummer van Electric Light Orchestra                                                                                             |
| "Can't Get Out of My Head"                       | Nummer van Electric Light Orchestra                                                                                             |

## Cd tracklist
Nite Versions live at Fabric
| 1.                 | Teachers                  | 4:21 |
| 2.                 | Move My Body              | 3:26 |
| 3.                 | Miserable Girl            | 4:40 |
| 4.                 | E Talking                 | 5:10 |
| 5.                 | Accidents and Compliments | 5:32 |
| 6.                 | Another Excuse            | 4:20 |
| 7.                 | I Love Techno             | 5:39 |
| 8.                 | KracK                     | 5:19 |
| 9.                 | Slowdance                 | 5:32 |
| 10.                | Washing Up                | 3:31 |
| 11.                | NY Excuse                 | 6:15 |
| Totale duur: 53:45 |                           |      |